# Dis-moi que tu m'aimes (film, 1974)
Pour les articles homonymes, voir Dis-moi que tu m'aimes.
Pour plus de détails, voir Fiche technique et Distribution.
Dis-moi que tu m'aimes est un film français réalisé par Michel Boisrond, sorti en 1974.

## Synopsis
Deux couples, minés par des scènes fréquentes, se disloquent : les hommes, Richard et Bertrand, dirigeants d'une agence de publicité, vont s'installer dans leur bureau ; bientôt Lucien, leur principal client et ami, atteint des mêmes affres, vient les rejoindre dans cette nouvelle vie de célibataires. De leur côté, les femmes se regroupent et s'organisent : Victoire s'absorbe dans son métier de décoratrice, Charlotte, longtemps soumise à la personnalité de Richard, relève la tête et se trouve un travail, quant à Pascaline, elle s'enfuit avec Tabard, le palefrenier de son mari Lucien, pour se lancer dans l'élevage des moutons. Ces trois crises, mêlées à de multiples rebondissements auront pour chacun des couples des dénouements inattendus.

## Fiche technique
- Titre : Dis-moi que tu m'aimes
- Réalisation : Michel Boisrond
- Assistant réalisateur : Philippe Triboit
- Scénario : Annette Wademant et Michel Boisrond
- Images : Daniel Gaudry
- Caméraman : Jean-Paul Cornu
- Montage : Renée Lichtig
- Musique : Claude Bolling
- Son : Bernard Ortion
- Producteur : Gérard Beytout (coproduction Franco Film - SNC - Mannic Film)
- Distributeur : Société nouvelle de cinématographie
- Durée : 82 minutes
- Date de sortie : 12 décembre 1974

## Distribution
- Mireille Darc : Victoire Danois
- Marie-José Nat : Charlotte Le Royer
- Jean-Pierre Marielle : Richard Le Royer
- Daniel Ceccaldi : Bertrand Danois
- Georges Descrières : Maître Olivier
- Geneviève Fontanel : Pascaline Dorgeval
- Jean-Pierre Darras : Lucien Dorgeval
- Jean Topart
- Monique Delaroche : Jacqueline
- Erik Colin : Charles Tabard
- Lisbeth Hummel : Christiana
- Jacqueline Fogt : la mère de Christiana
- Nicolas Welfling : un employé de l'agence de publicité